# Représentations diplomatiques en Andorre
Les représentations diplomatiques en Andorre sont actuellement au nombre de 2. Il existe de nombreuses délégations et bureaux de représentations des organisations internationales et d'entités infranationales dans la capitale Andorre-la-Vieille.

## Ambassades à Andorre-la-Vieille

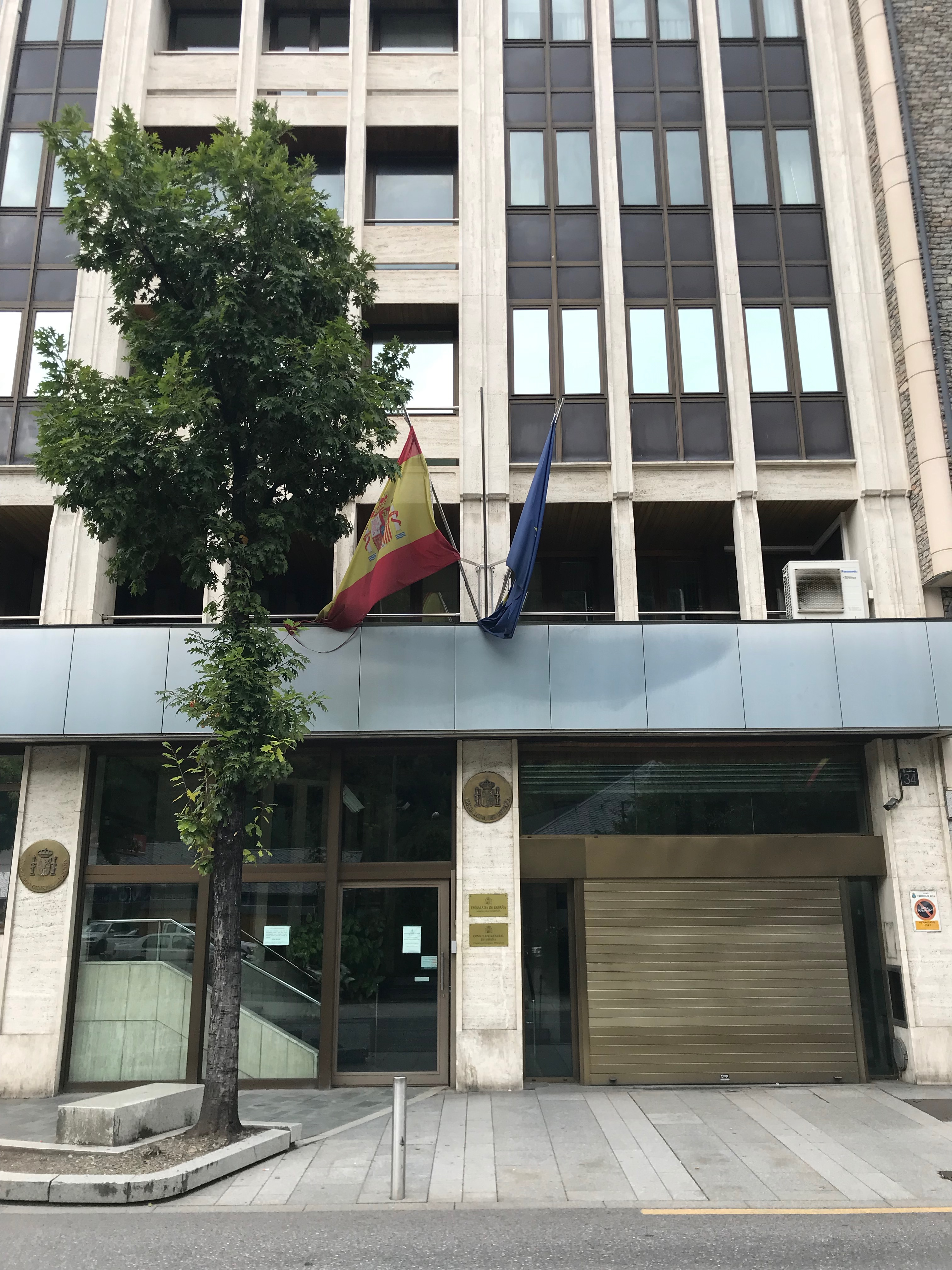
Ambassade d'Espagne à Andorre-la-Vieille

| - Espagne - France |

## Bureaux de représentation à Andorre-la-Vieille
- Catalogne[1]